# الورم الأصفر المنتثر
الورم الأصفر المنتثر (بالإنجليزية: Xanthoma disseminatum)‏  يعرف أيضا باسم متلازمة مونتغمري  هو مرض جلدي نادر يصيب عادة الذكور في طفولتهم .
يتميز ببداية غادرة من حطاطات وعقد صغيرة ذات لون أصفر-أحمر إلى بني التي بعد ذلك تبدأ بالتفرق والانتشار.
يعتبر المرض من أمراض كثرة المنسجات غير الإكسية.